# Gabriella Giammanco
Gabriella Giammanco (ur. 13 czerwca 1977 w Palermo) – włoska polityk i dziennikarka, posłanka XVI i XVII kadencji, senator XVIII kadencji.

## Życiorys
Absolwentka nauk o komunikacji na Uniwersytecie w Palermo. Pracowała w agencji prasowej ANSA, miejskim biurze prasowym i lokalnej prasie. Później współpracowała ze stacjami telewizyjnymi Rai 2 i Eurosport, następnie przeniosła się do telewizji TG4 należącej do koncernu Mediaset. Objęła funkcję wiceprzewodniczącej fundacji Fondazione Italia USA.
Przystąpiła do partii Forza Italia, z którą współtworzyła Lud Wolności. W 2008 i 2013 uzyskiwała mandat posłanki do Izby Deputowanych. W trakcie XVII kadencji dołączyła do reaktywowanego ugrupowania FI. W 2018 została natomiast wybrana w skład Senatu.